# Elven

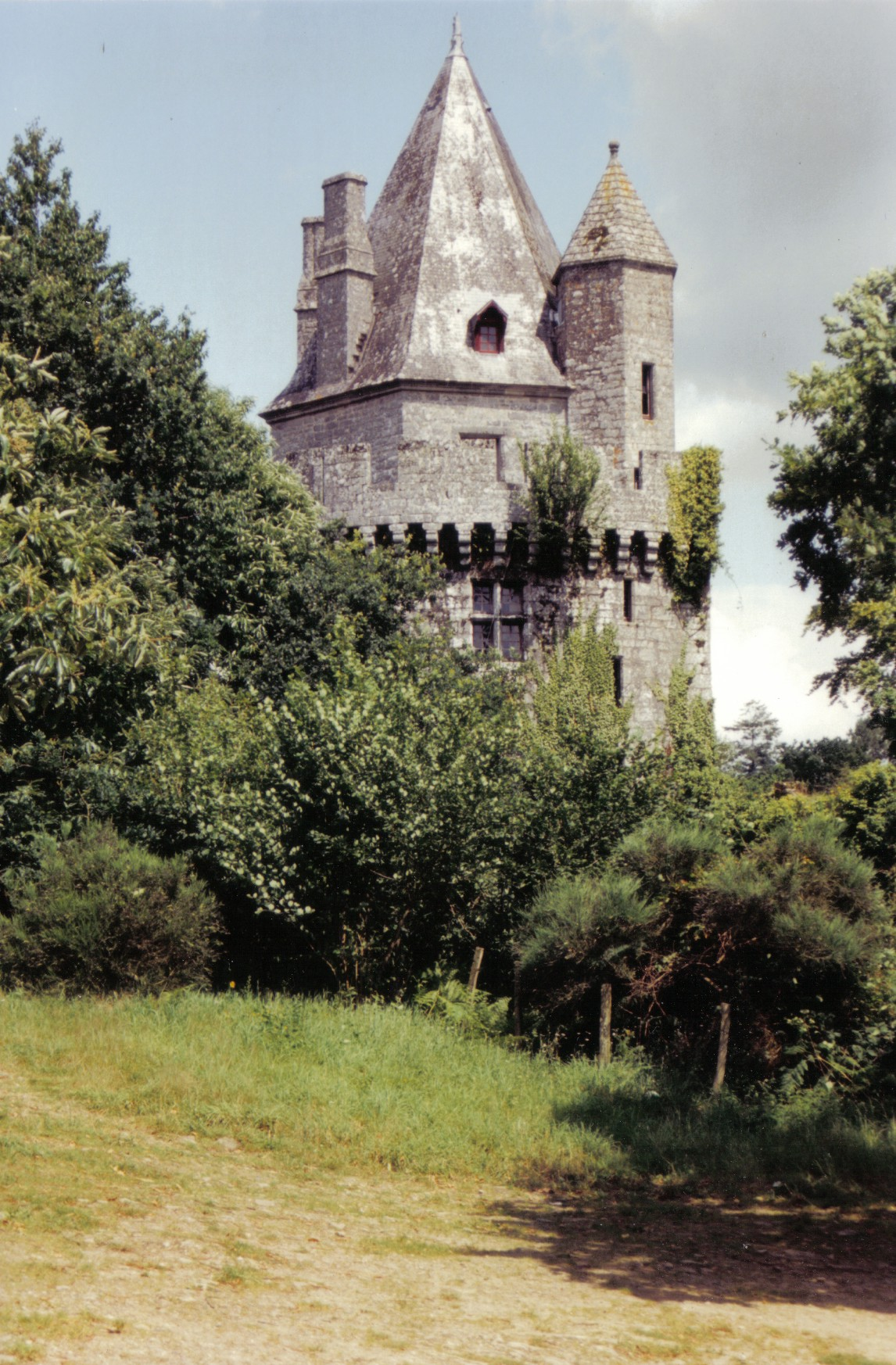

Elven (bret. An Elven) – miejscowość i gmina we Francji, w regionie Bretania, w departamencie Morbihan.
Według danych na rok 1990 gminę zamieszkiwały 3312 osoby, a gęstość zaludnienia wynosiła 52 osoby/km² (wśród 1269 gmin Bretanii Elven plasuje się na 153. miejscu pod względem liczby ludności, natomiast pod względem powierzchni na miejscu 37.).
W Elven urodził się wikariusz apostolski Tahiti Julien Marie Amédée Nouailles SSCC.